# Mickey Factz
Mickey Factz, a właściwie Mickey Williams Jr. (ur. 13 lipca 1985 w Nowym Jorku) – amerykański raper oraz wykonawca muzyki hip-hop czy elektronicznej. Uczęszczał do Adlai E. Stevenson High School, do tej samej szkoły co pionier muzyki electro Afrika Bambaataa. Współpracował z takimi artystami jak Drake, Travis McCoy czy 9th Wonder. Obecnie pracuje nad wydaniem swojego debiutanckiego albumu "The Achievement".

## Dyskografia

### Albumy
- The Achievement

### Mixtape'y
- In Search Of N*E*R*D (2006)
- Flashback Vol.1: Back to the Future (2007)
- Heaven's Fallout (2007)
- The Leak Vol.1: The Understanding (2008)
- The Leak Vol.2: The Inspiration (2008)
- thedarkphoenix#ALPHA (2010)
- Who the Fuck is Mickey Factz? Vol. 2 (2010)
- I'm Better Than You (2010)
- Heaven's Fallout: 4th Anniversary Re-Release (2011)
- Love.Lust.Lost (2011)
- Mickey MauSe (2012)
- #Y (2012)
- #Ynot (2012)